# Henriette Bidouze
Pour les articles homonymes, voir Bidouze.
Henriette Bidouze  née Henriette Seguet le 14 juin 1921 à Pau, Basses-Pyrénées aujourd'hui (Pyrénées-Atlantiques) et décédée le 27 juin 1989 à Paris-13e est une militante communiste et féministe française.

## Biographie

### Enfance
Les parents d’Henriette Bidouze étaient des militants communistes. Son père Raymond Seguet, militant très actif fut élu conseiller municipal Front populaire à Jurançon (Pyrénées-Atlantiques), sa mère Berthe Duvignau militait avant 1939 au Comité mondial des femmes contre la guerre et le fascisme. Raymond Séguet a été déchu de son mandat en 1939, arrêté, interné, puis déporté dans un camp près d'Alger. Libéré par le débarquement allié en novembre 1942, il n'a été rapatrié qu'en 1945, plusieurs mois après la fin des hostilités et réintégré dans son administration des PTT.
Henriette Bidouze adhère en 1936 à l’Union des jeunes filles de France. À la fin de la guerre d'Espagne, elle assure des liaisons de solidarité avec les républicains espagnols internés au camp de Gurs (Pyrénées-Atlantiques).

### Seconde guerre mondiale
Pendant la guerre, Henriette Bidouze participe à la résistance. En 1942, elle met en place des Comités féminins chargés de l’organisation de l’aide aux internés et prisonniers puis des manifestations pour revendiquer la distribution de vivres. Connue sous le nom de Ginette dans la résistance, elle s’associe à la manifestation du 14 juillet 1942 à Paris et assure des liaisons pour le maquis. Elle part dans la zone de Tarbes au début de 1944 et devient responsable des Hautes et Basses-Pyrénées.

### Union des femmes françaises
Elle reste à Tarbes jusqu’en 1946, afin de jeter les bases officielles de l’Union des femmes françaises (UFF). Secrétaire de l’UFF des Basses-Pyrénées, elle retourne à Pau. Elle part à Paris en 1952 pour participer à la direction nationale de l’UFF.
Elle adhère au Parti communiste français en juillet 1943 et est membre du bureau et du secrétariat fédéral des Basses-Pyrénées. Elle est candidate aux  élections législatives de 1951 dans ce département. Après son installation en région parisienne, elle est élue au comité fédéral de Seine-Ouest en 1952, puis membre du comité de section de Puteaux, de Vitry-sur-Seine et du comité d’arrondissement du Paris-13e.
Jusqu’à son décès, elle milite au sein de l’UFF. Constamment élue au comité national puis au bureau national, elle appartient au secrétariat national de 1960 à 1974 et est élue vice-présidente au 15e congrès en 1985. Elle est la rédactrice en chef puis la directrice du journal Heures Claires des Femmes Françaises. Au nom de l’UFF, elle accomplit de multiples missions auprès des femmes soviétiques et au Vietnam en 1966 où elle rencontre le président Hô Chi Minh. Elle est également avec l’historien Roger Bourderon, la cheville ouvrière du colloque organisée par l’UFF à La Sorbonne les 22 et 23 novembre 1975 sur les femmes dans la résistance dont les actes ont été publiés aux Éditions du Rocher en 1977.
Renonçant à ses fonctions d'institutrice, elle est permanente dans les organisations dans lesquelles elle milite. À la fédération du Parti communiste français des Basses-Pyrénées de 1947 à 1952 puis à l’Union des femmes françaises de 1952 à 1963 et enfin au journal de l’UFF, Heures Claires de 1964 à 1977. À cette époque, elle considère qu’il faut savoir partir. Toutefois, afin d’atteindre soixante ans et faire valider ses droits à retraite, elle est assistante du groupe communiste au Sénat de 1978 à 1981.

## Distinction
- Médaille de la Résistance française (31 mars 1947)[2]